# Testotoksykoza
Testotoksykoza – schorzenie uwarunkowane dziedzicznie, polegające na jednoczesnym dojrzewaniu komórek śródmiąższowych i rozrodczych, które przebiega bez udziału gonadotropin.

## Dziedziczenie
Autosomalne dominujące.

## Objawy
Testotokykoza powoduje przedwczesne dojrzewanie płciowe z charakterystycznym wczesnym początkiem (około 3 roku życia) oraz szybko postępującymi objawami androgenizacji.

## Wyniki badań
W testotoksykozie obserwuje się wysokie stężenie testosteronu i niskie stężenie gonadotropin.